# Chirurgie de masculinisation faciale
La chirurgie de masculinisation faciale est un ensemble de procédures chirurgicales plastiques qui modifient généralement les traits féminins pour les rendre plus proches en taille et en forme de ceux du visage masculin. Elle peut être utilisée par des hommes cisgenres ou par des hommes transgenres et personnes transmasculines dans le cadre d'une chirurgie d'affirmation de genre.
La chirurgie de masculinisation faciale englobe plusieurs types d'opérations. Elle inclut notamment des augmentations du menton, de la mâchoire, du front, et de la pomme d'Adam. Son objectif est le plus souvent de rendre le visage plus anguleux.

## Historique
L'Institut de sexologie actif à Berlin dans les années 1920 et 1930 se spécialise dans l'étude des chirurgies de la transition de genre, sous la direction de Magnus Hirschfeld. Au sein de cet institut, des chirurgies de masculinisation du visage ont lieu.
La pratique est interrompue après l'autodafé de la bibliothèque de Hirschfeld le 6 mai 1933. Elle ne reprend qu'à la fin des années 1980 aux États-Unis avec l'intervention de Douglas Ousterhout, élève du Français Paul Tessier. Ousterhout ouvre son cabinet à San Francisco en 1974. En 1982, il reçoit sa première patiente transgenre qui lui explique être perçue comme un homme en raison de son front trop haut. Il étudie alors la forme du crâne en fonction des sexes et publie des articles de recherche sur la féminisation du visage à partir de 1987. Plus tard, il s'intéresse à la dysphorie de genre des hommes trans et publie un premier article sur la chirurgie de masculinisation du visage en 2011 sans lui-même réaliser d'opérations de ce genre sur des hommes trans. Dans cet article, il étudie des opérations menées avec succès sur six hommes cisgenres pour des augmentations du front, du menton et des mandibules.
Le premier compte-rendu de chirurgie de masculinisation du visage sur un homme trans est publié par Jordan Deschamps-Braly en 2017.
En 2022, la huitième version des standards de soins pour la santé des personnes transsexuelles, transgenres et de genre non-conforme mentionne pour la première fois la chirurgie de masculinisation de visage et en liste quelques exemples, dont l'augmentation de l'arcade sourcilière, de la mâchoire et du menton. Il s'agit aussi de la première version des standards à considérer que ces chirurgies relèvent du soin de santé et non de l'esthétique.

## Démographie
Les chirurgies de masculinisation faciale sont beaucoup moins connues et pratiquées que les chirurgies de féminisation faciale,,. Elles font l'objet de très peu de publications académiques,,. Le terme de « chirurgie faciale d'affirmation de genre », censé être inclusif, est utilisé comme synonyme de chirurgie de féminisation du visage dans la vaste majorité des cas. 
En 2017, aucune de ces pratiques ne fait l'objet de publications académiques centrées, à l'exception d'un article sur l'augmentation de la pomme d'Adam. Les effets à long terme des opérations ne sont pas connus, et l'approche médicale de ces opérations n'est pas standardisée. Dans la septième édition des standards de soins pour la santé des personnes transsexuelles, transgenres et de genre non-conforme, les critères d'accès aux soins chirurgicaux du visage sont la majorité d'âge, l'évaluation des co-morbidités psychologiques et physiques, et la capacité de décider et de consentir au traitement.
La faible médiatisation des chirurgies de masculinisation faciale, leur absence de couverture par la plupart des assurances médicales et leur récence en font des chirurgies très peu pratiquées. L'augmentation de leur médiatisation et du nombre de spécialistes formés dans les années 2010 et 2020 peut mener à une expansion de la patientèle. En effet, cette sous-représentation ne semble pas liée à une absence de besoin de chirurgie, mais plutôt à une absence d'intérêt du corps médical.

## Procédures
Les visages des hommes cisgenres tendent à avoir une arcade sourcilière plus saillante, un front plus plat, une implantation de cheveux en « M », des sourcils plus droits, un angle de la mâchoire plus saillant, des pommettes plus plates, un menton moins pointu, plus projeté vers l'avant et plus targe, des lèvres plus fines et moins colorées, un nez plus droit et plus large. Les chirurgies de masculinisation faciale visent donc ces zones,.

### Front
L'augmentation du front se fait régulièrement sur des hommes cisgenres et transgenres grâce à des implants en méthacrylate de méthyle,. La prise de testostérone peut changer l'implantation des cheveux et causer un recul de l'implantation capillaire ainsi que de l'alopécie, ce qui évite certaines opérations.

### Menton et mâchoire
L'injection d'acide hyaluronique rend la mâchoire plus saillante. La génioplastie permet d'élargir et de projeter le menton vers l'avant, tandis que certains chirurgiens placent des implants ou greffent de l'os dans l'angle des mandibules pour créer une mâchoire carrée,. En 2017, aucune de ces pratiques ne fait l'objet de publications académiques.

### Pomme d'Adam
Le premier article académique sur l'augmentation de la pomme d'Adam par l'augmentation du cartilage de la thyroïde est publié par Jordan Deschamps-Braly en 2017. Cette augmentation est effectuée à partir de cartilage des côtes placé sur le cartilage natif de la thyroïde, puis les muscles sont replacés au-dessus du cartilage,.

### Greffe de barbe
La greffe de barbe est parfois utilisée.